# Noda (Čiba)
Noda (japonsky 野田市) je město v prefektuře Čibě v Japonsku.

## Poloha a doprava
Noda leží v jihovýchodní části největšího japonského ostrova Honšú, kde patří do prefektury Čiby v oblasti Kantó. V rámci Čiby leží v jejím severozápadním cípu a sousedí na severovýchodě s prefekturou Ibaraki a na západě s prefekturou Saitama.
Přes Nodu prochází železniční trať Saitama – Funabaši.

## Dějiny
Současné město Noda vzniklo k 3. květnu 1950 sloučením několika menších sídel.

### Rodáci
- Masaaki Hacumi (* 1931), mistr bojových umění